# René Pape
René Pape est un chanteur d'opéra (basse) allemand né le 4 septembre 1964 à Dresde (République démocratique allemande). Après avoir fait ses preuves dans le répertoire mozartien, il est davantage reconnu aujourd'hui pour ses prestations dans l'opéra romantique, notamment celui de Richard Wagner.

## Carrière
Ses parents ayant divorcé quand il avait deux ans, il a été élevé par sa grand-mère, qui lui a fait découvrir la musique. Il étudie le chant au Dresdner Kreuzchor (chœur de garçons de l'église Sainte-Croix de Dresde) dès l'âge de 8 ans et étudie ensuite au conservatoire de Dresde. 
Il fait ses débuts au Staatsoper de Berlin en 1988, et atteint une première notoriété en 1991, lorsqu'il fait partie d'un enregistrement du Requiem de Mozart réalisé pour le bicentenaire de la mort du compositeur. 
C'est en 1995 qu'il parvient à véritablement s'imposer comme une des basses phares du monde de l'opéra, en interprétant un Sarastro encensé dans La Flûte enchantée de Mozart. Il fait ses débuts au Metropolitan Opera la même année, et n'a cessé d'y retourner depuis, dans de nombreux rôles issus des répertoires de Mozart et Wagner.
En 2006, lors du festival d'été de Salzbourg, il est à nouveau Sarastro dans la Flûte enchantée sous la direction de Riccardo Muti et aux côtés de la Reine de la Nuit de Diana Damrau dans la mise en scène de Pierre Audi. La même année, son Boris Godounov lui vaut d’être nommé « Artiste de l’année » par la presse critique allemande. 
Le 5 août 2008, il est Méphistophélès aux côtés de Inva Mula (Marguerite) et Roberto Alagna (Faust) dans le Faust  donné aux Chorégies d'Orange, retransmis en direct à la télévision française. 
A l'Opéra de Paris, outre ses multiples apparitions en tant que Sarastro, il fait partie de la distribution remarquée du Don Carlos mis en scène par Warlikowski en 2019. 
Sa carrière se déploie dans le monde entier :  Festival de Bayreuth,  Royal Opera House de Londres, à l’Opéra national de Paris, au Lyric Opera de Chicago,  Festival de Salzbourg,  Festival de Glyndebourne,  Festival de Verbier,  Festival de Lucerne,  Bayerische Staatsoper de Munich om l'on peut citer parmi les rôles qu'il a marqué de son talent, son Philippe II dans Don Carlo en 2014 et son Gurnemanz dans Parsifal en 2018. A la Scala de Milan, il est Henri l'Oiseleur dans Lohengrin, à l'ouverture de la saison 2012 sous la direction de Daniel Barenboim, aux côtés de Jonas Kaufmann dans une mise en scène de Claus Guth. Comme tous les "Saint Ambroise", la prestation est retransmise en direct par Arte TV.
Parmi ses enregistrements, citons Les Maîtres chanteurs de Nuremberg (Sir Georg Solti), Lohengrin, Tannhäuser et un album consacré à Wagner avec la Staatskapelle de Berlin et Daniel Barenboim, Tristan et Isolde (Antonio Pappano), Parsifal, L’Or du Rhin et La Walkyrie (Valery Gergiev), La Flûte enchantée (Claudio Abbado), le Requiem de Mozart, La Création et Les Saisons de Haydn (Sir Georg Solti), le Requiem de Verdi (Antonio Pappano, Daniel Barenboim).

René Pape (Orange 2008)
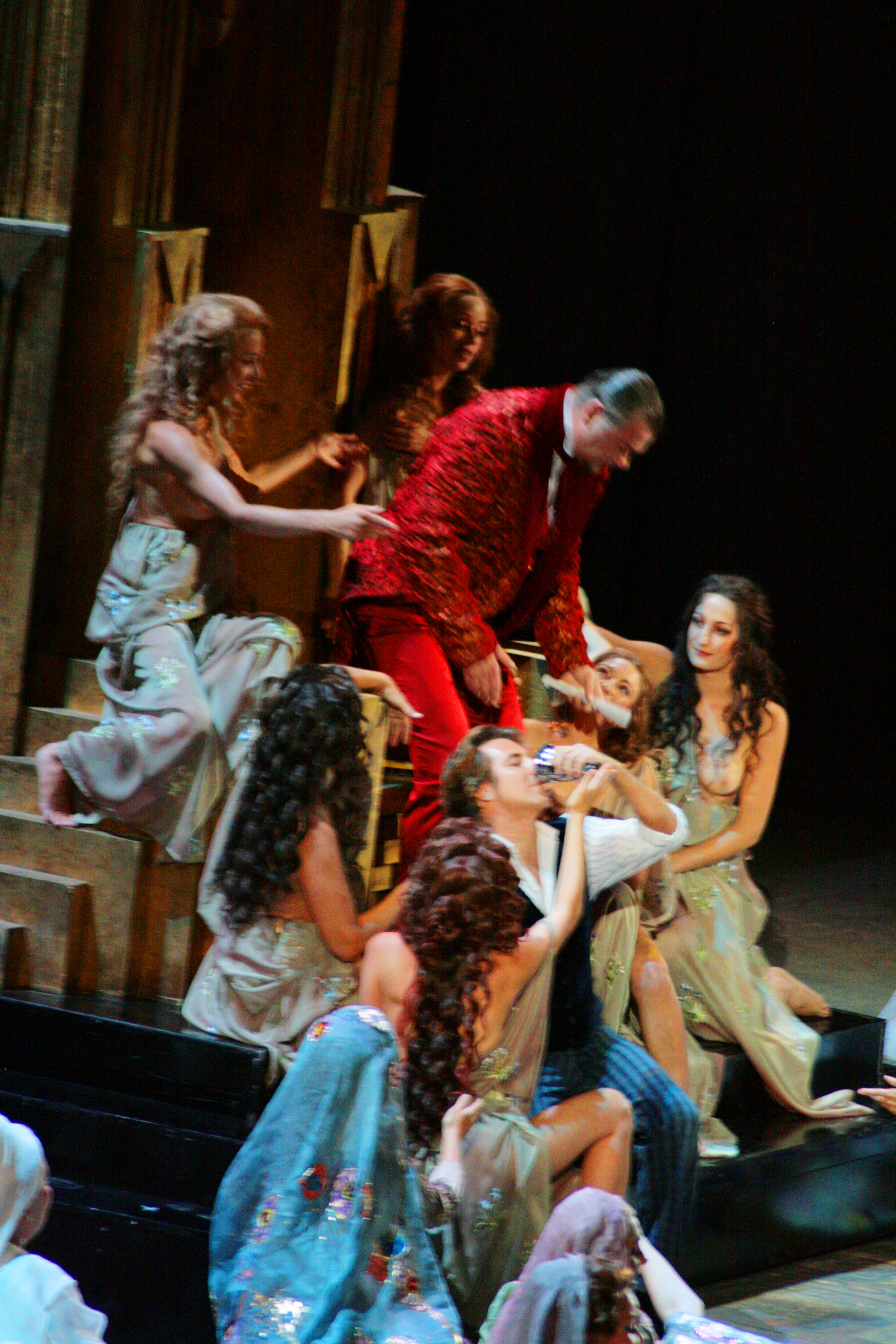
Faust aux Chorégies d'Orange 2008
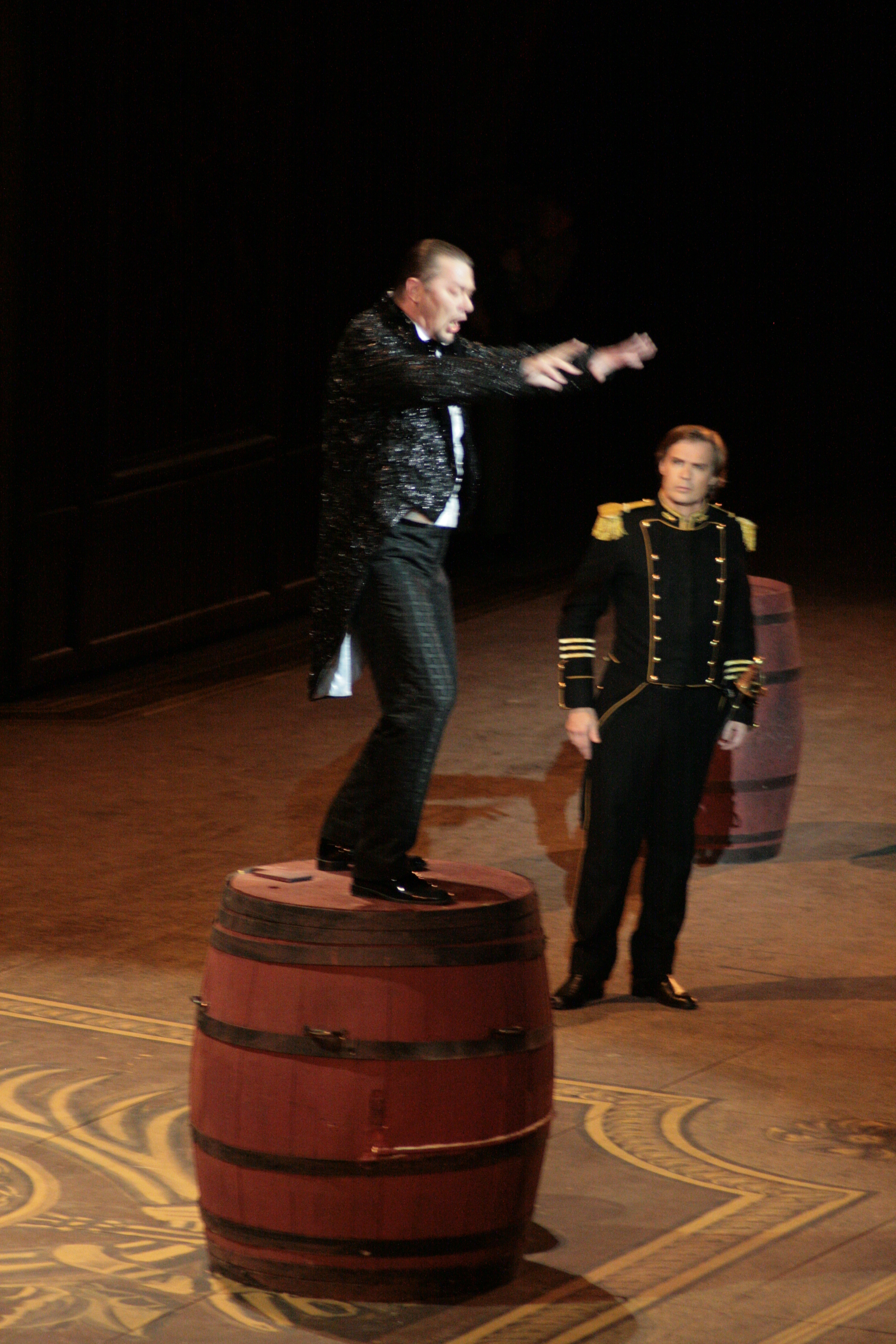
René Pape dans le rôle de Méphistophélès aux Chorégies d'Orange 2008

Pape a également chanté sur une version orchestrale de Mein Herz brennt (« Mon cœur brûle »), chanson du célèbre groupe de metal Rammstein, reprise par Torsten Rasch.
Il vit dans la ville de Berlin.

## Répertoire
On a pu trouver René Pape dans de nombreux rôles, issus d'un répertoire très élargi. 
On a pu le voir dans plusieurs opéras de Verdi :  Philippe II dans Don Carlos, Fiesco dans Simon Boccanegra, Sir John Falstaff dans Falstaff, Ramfis dans Aïda.
Ses participations aux opéras de Wagner se sont faites à travers des rôles très variés : le Roi Heinrich de Lohengrin, Pogner des Maîtres chanteurs de Nuremberg, Fasolt de L'Or du Rhin, Hunding de La Walkyrie, le Roi Marke de Tristan et Isolde, Wotan de L'Or du Rhin et La Walkyrie, Gurnemanz de Parsifal. 
Outre Sarastro, on a pu le voir dans Leporello et dans le rôle-titre de Don Giovanni ou dans le rôle de Figaro (des Noces de Figaro).
On a pu le trouver dans des rôles qui, sans avoir été écrits par ses compositeurs de prédilection, ont été encensés par la critique. Par exemple : 
- Rocco dans Fidelio de Beethoven,
- Méphistophélès dans Faust de Gounod,
- Boris Godounov dans Boris Godounov de Moussorgski,
- Oreste dans Elektra de Strauss,
- Timur dans Turandot de Puccini.

## Discographie

### CD chezDeutsche Grammophon
- 1998 : Lohengrin de Richard Wagner, dirigé par Daniel Barenboim - König Heinrich
- 2000 : Fidelio de Beethoven, dirigé par Daniel Barenboim - Rocco
- 2002 : Tannhäuser de Wagner dirigé par Daniel Barenboim - Der Landgraf
- 2003 : Bastien und Bastienne (Bastien et Bastienne) de Mozart, dirigé par Max Pommer - Colas
- 2004 : 10e gala annuel d'Opéra au profit de Aids Allemagne,
- 2005 : Tristan und Isolde de Richard Wagner, dirigé par Antonio Pappano - le roi Marke
- 2006 : Die Zauberflöte de Mozart, dirigé par Claudio Abbado- Sarastro
- 2006 : Das Mozart Album avec Anna Netrebko, Thomas Quasthoff, Bryn Terfel, Elina Garanca
- 2007 : Symphonie no 9 de Beethoven, dirigée par Franz Welser-Möst
- 2008 : Gods, Kings and demons récital dirigé par Sebastian Weigel

### DVD
- juillet 2000 : Les noces de Figaro de Mozart dirigé par Daniel Barenboim, (Arthaus Musik)- Figaro
- août 2000 : La Création de Joseph Haydn (Arthaus Musik)
- février 2003 : Triple Concerto et Choral Fantasy de Beethoven  dirigés par Daniel Barenboim.(EMI Classic)
- 2003 : Fidelio de Beethoven, enregistré en 2000 à New York, dirigé par James Levine (Deutsche Grammophon)- Rocco
- mars 2004 : Tristan und Isolde de Wagner sous la direction de James Levine (Deutsche Grammophon)- König Marke
- juin 2004 : Le Requiem de Mozart avec l'orchestre philharmonique de Vienne dirigé par Georg Solti (DECCA)
- septembre 2004 : Samson et Dalila de Camille Saint-Saëns (Deutsche Grammophon)
- Novembre 2004 : Fidelio de Beethoven sous la direction de James Levine (Deutsche Grammophon)- Rocco
- janvier 2005 : Die Meistersinger von Nürnberg (Les maîtres chanteurs de Nuremberg) (Deutsche Grammophon)- Veit Pogner
- janvier 2007 : La Flûte enchantée de Mozart enregistrée à Salzbourg en juillet 2006 (DECCA)
- courant 2007 : The magic flute film opéra de Kenneth Brannagh (2006) (sony BMG) - Sarastro
- mars 2013 : Parsifal de Richard Wagner au Metropolitan Opera dirigé par Daniele Gatti (Sony Classical) - Gurnemanz